# Sloviànske (Djankoi)
|  | Per a altres significats, vegeu «Sloviànske». |

Sloviànske (en (ucraïnès): Слов'янське, rus: Славянское, Slaviànskoie) és un poble de la República Autònoma de Crimea, a Ucraïna, que el 2014 tenia 42 habitants. Pertany al districte rural de Djankoi. Fins al 1945 la vila es deia Xirín Slavianski.